# Crina Pintea
Crina Elena Pintea (Podu Turcului, 3 de abril de 1990) es una jugadora de balonmano rumana que juega de pívot en el CSM București de la Liga Națională. Es internacional con la selección femenina de balonmano de Rumania.

## Palmarés

### Thüringer HC
- Liga de Alemania de balonmano femenino (1): 2016
- Supercopa de Alemania de balonmano femenino (1): 2016

### Győri ETO
- Liga de Campeones de la EHF femenina (1): 2019
- Liga de Hungría de balonmano femenino (2): 2019, 2022
- Copa de Hungría de balonmano femenino (1): 2019

### CSM București
- Liga Națională (1): 2021
- Supercopa de Rumania de balonmano (1): 2022

## Clubes
| Club          | País     | Año         |
| ------------- | -------- | ----------- |
| HC Zalău      | Rumania  | 2009 - 2015 |
| Thüringer HC  | Alemania | 2015 - 2017 |
| Paris 92      | Francia  | 2017 - 2018 |
| Győri ETO KC  | Hungría  | 2018 - 2019 |
| CSM București | Rumania  | 2019 - 2021 |
| Győri ETO KC  | Hungría  | 2021 - 2022 |
| CSM București | Rumania  | 2022 - Act. |